# Lago de los Moscos
Lago de los Moscos är en sjö i Argentina. Den ligger i den sydvästra delen av landet, 1 400 km sydväst om huvudstaden Buenos Aires. Lago de los Moscos ligger 912 meter över havet.
I omgivningarna runt Lago de los Moscos växer i huvudsak blandskog. Runt Lago de los Moscos är det ganska glesbefolkat, med 24 invånare per kvadratkilometer.